# Нягра (Сучава)
Нягра (рум. Neagra) — село у повіті Сучава в Румунії. Адміністративно підпорядковане місту Броштень.
Село розташоване на відстані 312 км на північ від Бухареста, 62 км на південний захід від Сучави, 143 км на захід від Ясс.

## Населення
За даними перепису населення 2002 року у селі проживали 482 особи. Рідною мовою 481 особа (99,8%) назвала румунську.
Національний склад населення села:
| Національність | Кількість осіб | Відсоток |
| -------------- | -------------- | -------- |
| румуни         | 472            | 97,9%    |
| цигани         | 9              | 1,9%     |